# Protesten na de dood van George Floyd

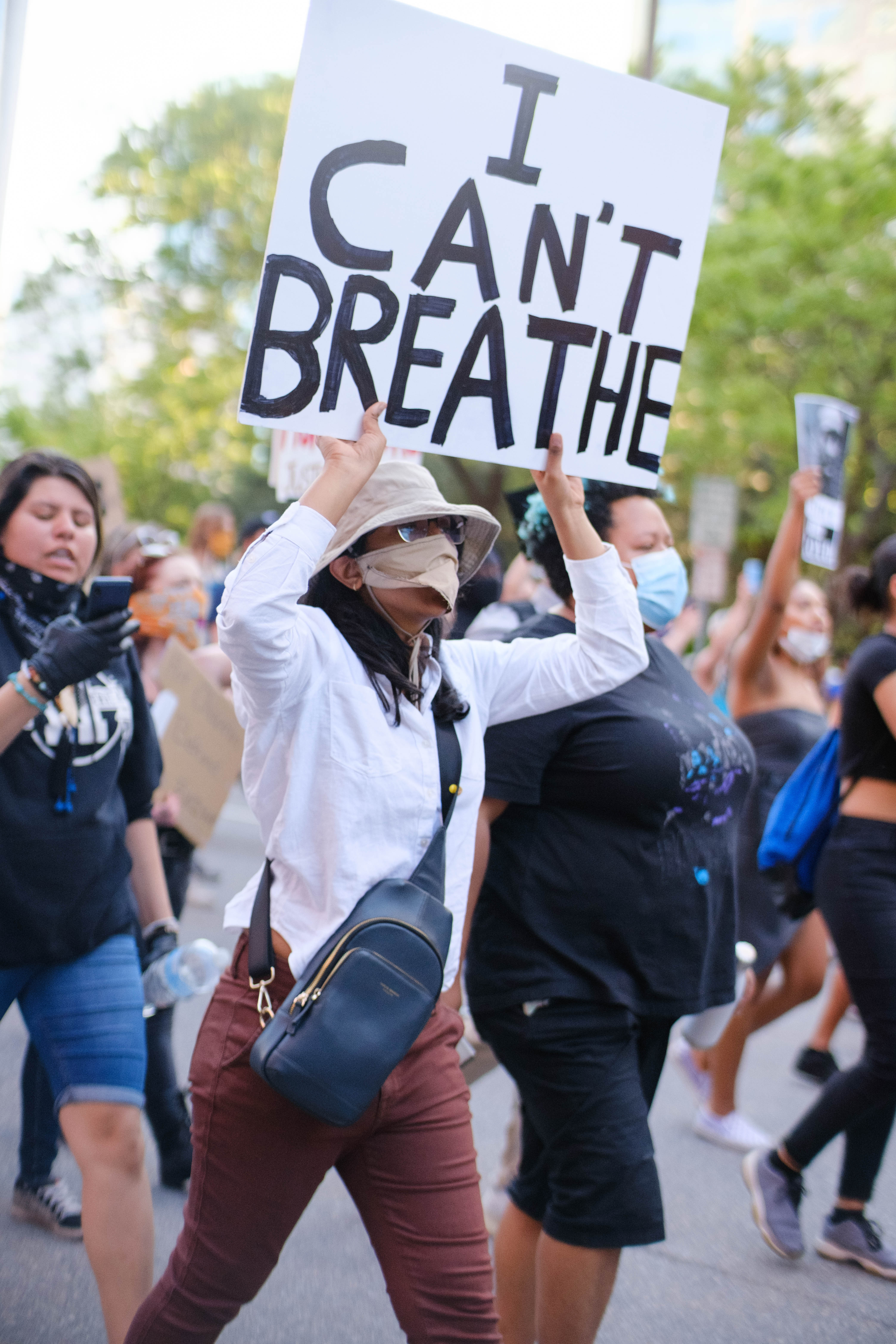
Een betoger in Minneapolis uit de kreet die Floyd bezigde terwijl hij op de grond lag

Na de dood van de zwarte Amerikaan George Floyd op 25 mei 2020 als gevolg van gewelddadig optreden door de politie van Minneapolis (Verenigde Staten) werden er, eerst in Minneapolis zelf en later ook in andere Amerikaanse steden en in veel andere landen, protesten gehouden tegen racisme en politiegeweld. Bij deze protesten werd er in de VS hard opgetreden tegen demonstranten. Ook journalisten en tv-crews die verslag deden van de protesten en demonstraties waren diverse malen het slachtoffer van politiegeweld en arrestaties. Anderzijds was het verschil tussen demonstranten, relzoekers en plunderaars niet altijd duidelijk.
De protesten vonden plaats tijdens de wereldwijde coronapandemie. In veel landen en steden waren maatregelen tegen de verspreiding van het coronavirus van kracht, waar deelnemers van de protesten zich in veel gevallen niet aan hielden. Veel bestuurders, politici, medici en burgers maakten zich hierdoor zorgen over de gevolgen voor de verspreiding van het virus.

## Context

### Politiegeweld en discriminatie
Frequente incidenten van politiegeweld in de Verenigde Staten, met name tegen Afro-Amerikanen en andere etnische minderheden, spelen een grote rol in de Afro-Amerikaanse burgerrechtenbeweging die in de jaren 50 en 60 opkwam. Zij protesteren tegen het politiegeweld en het gebrek aan aansprakelijkheid dat door de politie wordt genomen. Sindsdien hebben soortgelijke rellen en demonstraties zich voorgedaan. Een vroeg voorbeeld hiervan zijn de Watts-rellen in 1965, die een reactie vormden op het buitensporige politiegeweld tegen etnische minderheden in Los Angeles. In dezelfde stad vonden in 1992 dagenlang rellen plaats, nadat agenten die bij de gewelddadige, op video vastgelegde arrestatie van Rodney King betrokken waren geweest door een overwegend witte jury waren vrijgesproken. Latere voorbeelden van politiegeweld die hebben geleid tot rellen zijn de dood van Michael Brown in 2014 en die van Philando Castile in 2016, waarvan videobeelden door de media verspreid zijn. Rond deze tijd zag de Black Lives Matter-beweging het levenslicht. Andere in de media veelbesproken sterfgevallen waarbij wordt uitgegaan van een racistisch motief en/of politiegeweld, zijn die van Breonna Taylor in maart 2020 en die van Ahmaud Arbery in februari 2020. Het videomateriaal van de dood van Arbery werd pas in mei verspreid.

### Dood van George Floyd
De directe aanleiding voor de demonstraties en rellen is de dood van George Floyd, een 46-jarige Afro-Amerikaanse man die op 25 mei 2020 door politiegeweld om het leven kwam. Floyd stierf tijdens een arrestatie nadat een politieagent langer dan acht minuten zijn knie op zijn nek had gedrukt terwijl hij met zijn buik op de grond lag. Het voorval werd door meerdere omstanders en camera's gefilmd, waarna het door de media werd opgepikt.

## Protesten in de Verenigde Staten
De eerste demonstraties vonden plaats in de Amerikaanse stad Minneapolis (Minnesota), waar Floyd om het leven is gekomen. Deze sprongen al snel over op de zusterstad Saint Paul en naar andere Amerikaanse steden. De eerste dagen ontstonden er veel rellen en werden met name in Minneapolis veel winkels in as gelegd nadat deze waren geplunderd. In de tweede week nam de omvang van de protesten in heel Amerika toe terwijl er minder tot geen sprake meer was van plunderingen.
Diverse personen, onder wie voormalig vicepresident Joe Biden, oud-basketballer Kareem Abdul-Jabbar en vele journalisten brachten de dood van Floyd in verband met het institutioneel racisme binnen de Amerikaanse politie en het juridische systeem.
Tijdens enkele demonstraties toonden agenten ook begrip voor de protesten, bijvoorbeeld door te knielen. Er kwamen echter ook veel video’s naar buiten van agenten die tijdens de protesten hun boekje te buiten gingen door aanvallen op journalisten, ouderen en toevallige passanten. Verschillende mensen raakten zwaar gewond door het gebruik van zogeheten minder dodelijke wapens als rubber kogels, beanbags en traangas. Ook werden meerdere agenten op non-actief gesteld, ontslagen of zelfs in staat van beschuldiging gesteld voor diverse geweldsdelicten.
De Amerikaanse minister van Justitie Bill Barr liet op 31 mei de straten rondom het Witte Huis waar vreedzame protesten waren met gebruik van geweld en traangas schoonvegen, waarna president Trump later met een bijbel in zijn hand voor een kerk die de dag daarvoor bij rellen was beschadigd kon poseren. De actie werd fel bekritiseerd omdat men dacht dat de demonstranten werden verdreven voor het fotomoment van Donald Trump. Achteraf bleek dat niet het geval te zijn.
De burgemeester van Washington DC besloot een aantal dagen daarna de straat waaraan het Witte Huis is gevestigd officieel te hernoemen tot Black Lives Matter Street en de woorden "Black Lives Matter" in enorme gele letters op het wegdek te schilderen, zodat ze op satellietfoto’s zichtbaar zijn.
Tijdens de protesten kwamen ten minste twee mensen om het leven. David McAtee, een chef-kok in Louisville, Kentucky, werd in zijn restaurant geraakt door politiekogels. Mogelijk had hij zelf eerst geschoten. Omdat geen van de betrokken agenten hun body-camera’s aan hadden, werd de lokale politiechef van Louisville ontslagen. Ook bij de dodelijke inval in het huis van Breonna Taylor drie maanden daarvoor hadden agenten uit diezelfde stad geen body-camera’s gedragen. In Columbus, Ohio, kreeg de 22-jarige studente Sarah Grossman een fatale astma-aanval toen de politie traangas inzette tegen demonstranten.

## Protesten in Nederland

### Amsterdam

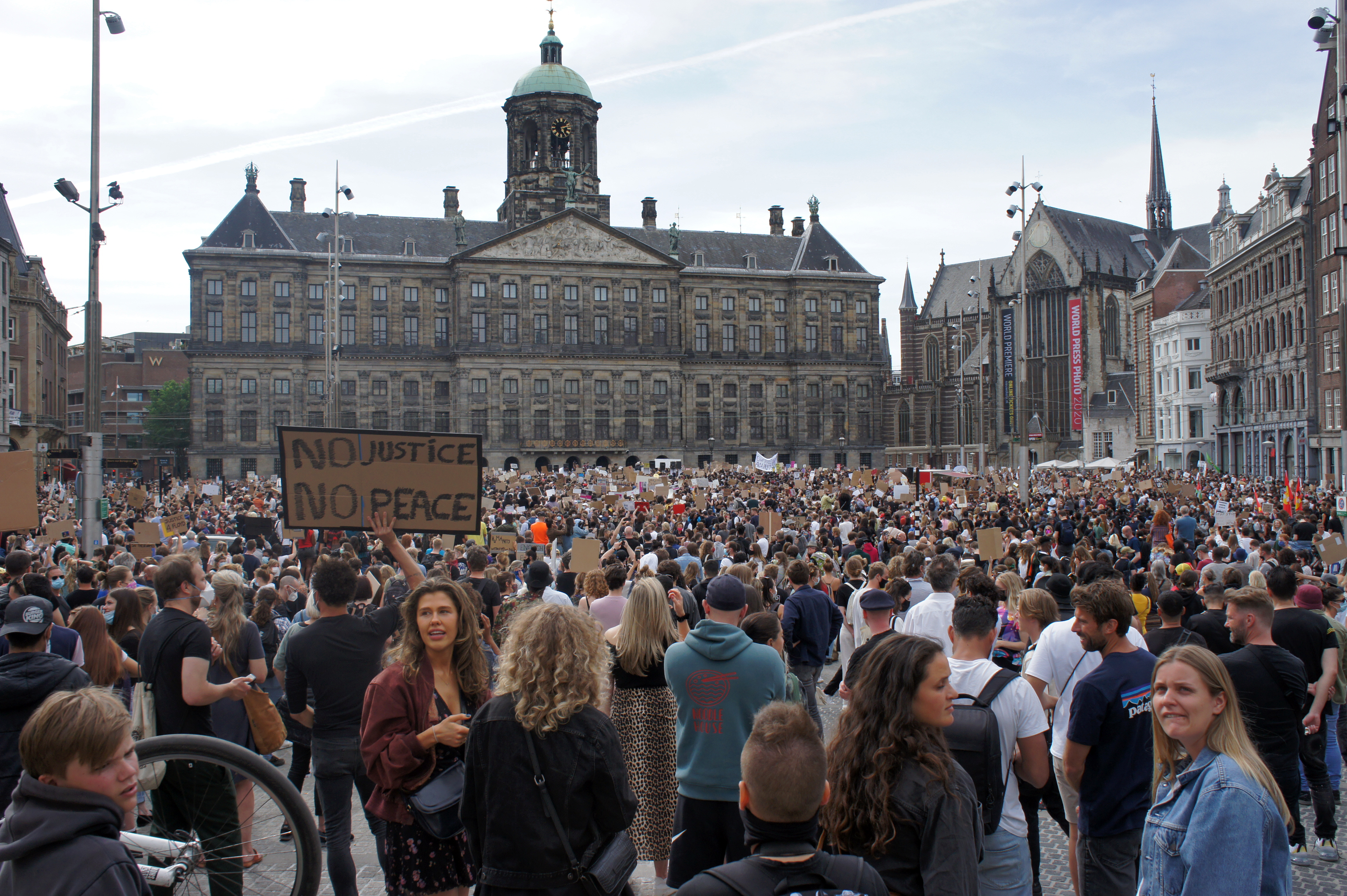
Protest op de Dam

Op Tweede Pinksterdag 1 juni 2020 werd er op de Dam in Amsterdam een protest gehouden naar aanleiding van de dood van George Floyd. Het werd georganiseerd door BlackLivesMatterNL (een initiatief van Black Queer & Trans Resistance Netherlands, Kick Out Zwarte Piet en Nederland Wordt Beter). De eerste spreker was Jennifer Tosch, oprichter van Black Heritage Tours. Volgens de organisatoren was het een protest tegen 'anti-zwart politiegeweld in de VS en Europa'. Verder werd er algemeen geprotesteerd tegen ("institutioneel") racisme. Op de demonstratie kwamen naar schatting zo'n vijfduizend mensen af. Het protest verliep vreedzaam.
De demonstranten hielden echter grotendeels onderling geen anderhalve meter afstand, wat door de regering wel verplicht was om de verspreiding van het SARS-CoV-2-virus tegen te gaan. Hoewel er politie aanwezig was, werden er hiervoor geen boetes uitgedeeld, noch werd de demonstratie afgeblazen. Dat kwam de burgemeester van Amsterdam Femke Halsema op felle kritiek te staan. Verschillende politici -- onder wie premier Rutte, minister Ferdinand Grapperhaus van Justitie en Veiligheid, Tweede Kamerleden en leden van de gemeenteraad van Amsterdam -- evenals toonaangevende medici, vonden dat Halsema had moeten ingrijpen.
In de avond van 1 juni zei burgemeester Halsema in het televisieprogramma Op1 dat ze de situatie anders had aangepakt als ze verwacht had dat er zoveel mensen zouden komen. De gemeente ging namelijk uit van 250 tot 300 demonstranten. De burgemeester trachtte haar afzijdigheid toen het er duizenden werden op verschillende manieren te rechtvaardigen.
1. Ze beweerde dat ze alleen had kunnen ingrijpen op een harde en gewelddadige manier, met mogelijk rellen als gevolg. Aangezien het protest juist tegen politiegeweld was, vond ze dit niet gepast.[16]
2. De demonstratie was volgens haar te belangrijk om af te gelasten.
3. Het grondrecht om te mogen demonstreren was belangrijker dan de plicht van de burgemeester om de volksgezondheid te beschermen en dus het grondrecht tijdelijk in te perken.
4. De demonstranten hadden hun eigen verantwoordelijkheid.

### Elders in Nederland
Op 2 juni 2020 vond een demonstratie plaats op het Malieveld in Den Haag. Volgens de politie waren er naar schatting 1500 mensen komen opdagen. Dezelfde dag protesteerden er in Groningen tussen de 1000 en 1500 mensen. In tegenstelling tot het protest van 1 juni in Amsterdam, werd de anderhalvemetermaatregel bij deze demonstraties wel nageleefd. Dit werd de dag daarop gevolgd door een demonstratie in Rotterdam, waar enkele duizenden mensen de straat opgingen. De demonstratie werd vroegtijdig beëindigd vanwege de te grote drukte in verband met het coronavirus. De dagen daarna werden ook protesten gehouden in Utrecht, Nijmegen, Enschede, Tilburg en Eindhoven. Geen van deze demonstraties werd vroegtijdig beëindigd.

## Protesten in België

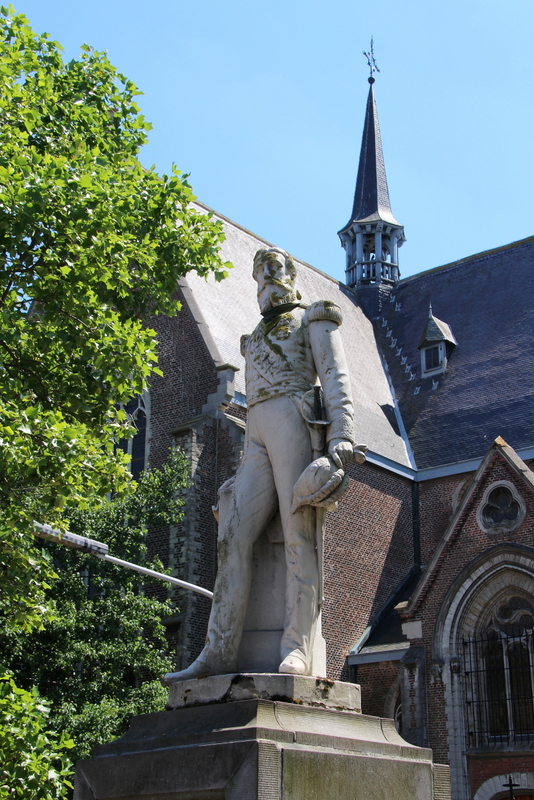
Het ondertussen verwijderde standbeeld van Leopold II in Ekeren

### Brussel
Op 1 juni 2020 was er een eerste protest gepland op het Muntplein, maar deze kon uiteindelijk niet doorgaan. Een vijftigtal mensen beslisten alsnog om die dag te gaan betogen. Op 7 juni 2020 vond in Brussel een vreedzame optocht van Black Lives Matter plaats waaraan 10.000 mensen deelnamen. Op het einde van de betoging vonden zware rellen plaats met aanzienlijke schade tot gevolg. 32 agenten raakten gewond. 239 relschoppers werden administratief aangehouden. Burgemeester Philippe Close kreeg nogal wat kritiek van collega-politici omdat hij de betoging had toegelaten terwijl de social distancingmaatregelen nog van kracht waren.

### Antwerpen
In Antwerpen kwamen op 6 juni 2020 ongeveer 700 mensen op de Groenplaats samen. Op 7 juni 2020 betoogden 1.200 mensen op het Steenplein. Na afloop zakten meer dan 100 manifestanten naar de Groenplaats af. Doordat ze de social distancingmaatregelen schonden, en weigerden uiteen te gaan, werden ze opgepakt en in bussen naar het politiekantoor overgebracht.

### Elders in België
Op 1 juni 2020 kwamen zo'n 500 mensen samen op het Sint-Pietersplein in Gent. De manifestatie mocht niet plaatsvinden, maar de politie greep niet in aangezien de actievoerders afstand hielden. Op 6 juni 2020 was er een protest in Luik, aan het Station Luik-Guillemins. Hier daagden 700 actievoerders op. Later verplaatsten nog zo'n 250 mensen zich naar het Paleis van de Prins-bisschoppen om daar te knielen. Op 7 juni 2020 vonden er ook in Halle en Oostende vreedzame protesten plaats, respectievelijk in het Albertpark en de Drie Gapers, niet toevallig beide in de nabijheid van een standbeeld van Leopold II. In Halle daagden er tweehonderd mensen op, in Oostende een driehonderdtal. In het Koning Albertpark te Gent daagden er meer mensen op, een 750-tal. Zij plaatsten hun schoenen rond een standbeeld van Leopold II, omdat ze hem net niet in beeld willen brengen. Op het Kolonel Dusartplein in Hasselt daagden ruim tweehonderd actievoerders op, die een wit doek over het hoofd van een standbeeld van Leopold II plaatsten, verwijzend naar George Floyd die al stikkend "I can't breathe" zei. Op de Grote Markt in Kortrijk vond er tevens een protest plaats, maar hier daagden amper vijftien mensen op. Bij al deze protesten hoefde de politie niet in te grijpen. In Leuven had burgemeester Mohamed Ridouani de Black Lives Matter-betoging op 8 juni 2020 vanwege de coronapandemie verboden. Een honderdtal mensen daagde toch op. Na enkele opstootjes werden verschillende mensen gearresteerd. Het geplande protest in Brugge op 8 juni 2020 werd geannuleerd uit angst voor rellen zoals die zich in Brussel hadden voorgedaan. Op 9 juni 2020 hielden tweehonderd actievoerders alsnog een stil protest in Brugge.

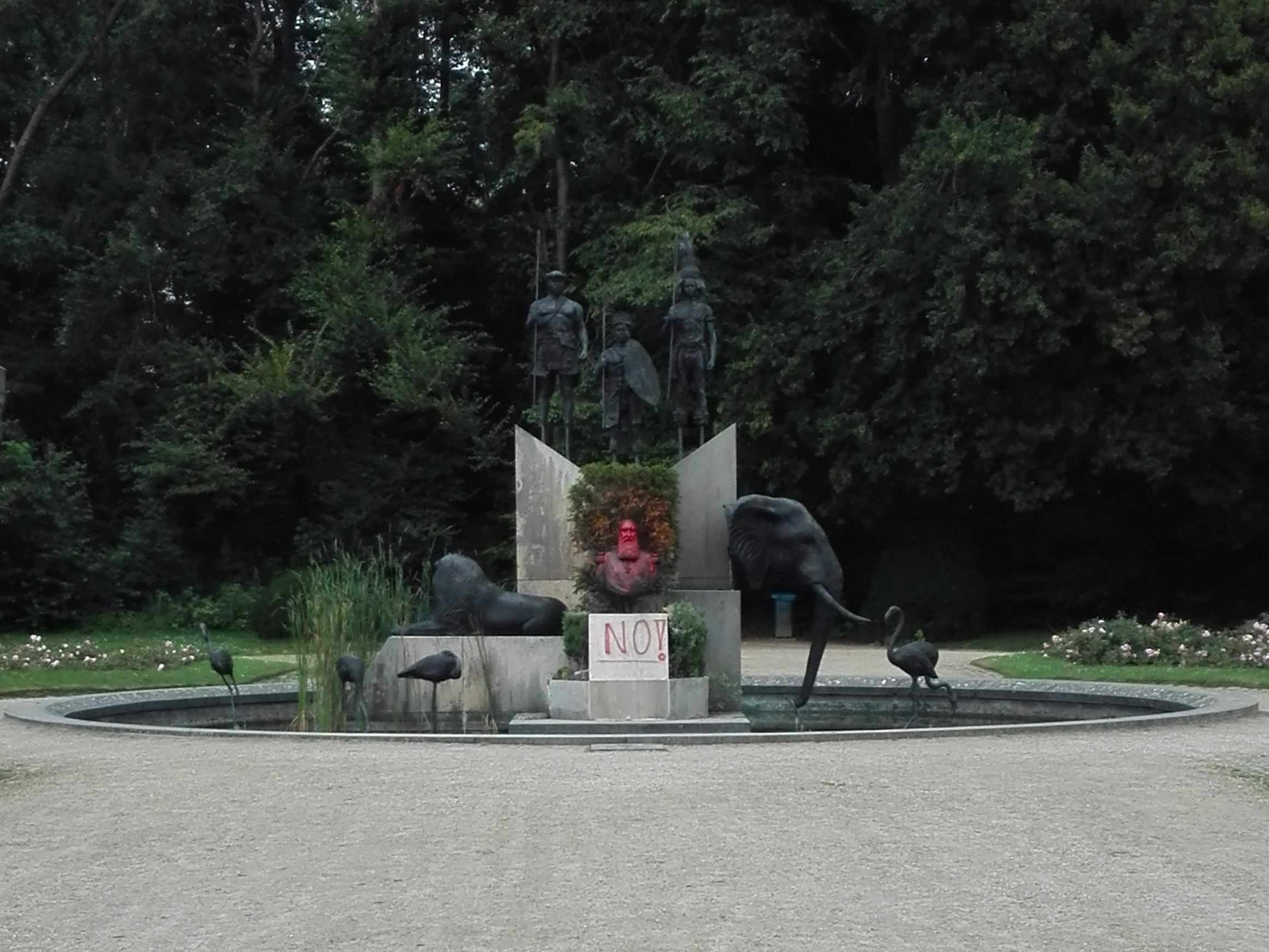
Het besmeurde beeld in Tervuren in juli 2020

### Beelden van Leopold II
Een van de drijfveren voor Black Lives Matter binnen België is het koloniale verleden. Voornamelijk Leopold II wordt hiervoor aansprakelijk gesteld. Onder zijn bewind zouden er miljoenen Congolezen in de Onafhankelijke Congostaat vermoord zijn. In België staan er zeventien standbeelden van Leopold II in de open lucht, die sinds de wereldwijde protesten vrijwel allemaal gevandaliseerd zijn. Er staat een standbeeld in Gent, in Hasselt, in Sint-Truiden, in Aarlen, in Namen, in Bergen, in Rixensart, in Leuven, in Tervuren, in Oudergem, in Vorst, in Elsene en in Brussel, en in Oostende staan er twee. Twee standbeelden moesten door het vandalisme verwijderd worden, namelijk in Ekeren en Halle. Een ander standbeeld, dat zich niet in de open lucht maar in de Universiteitsbibliotheek van Leuven bevond, werd eveneens weggehaald.